# Jacobetty Rosa
Pour les articles homonymes, voir Rosa.
 (mars 2018).
Si vous disposez d'ouvrages ou d'articles de référence ou si vous connaissez des sites web de qualité traitant du thème abordé ici, merci de compléter l'article en donnant les références utiles à sa vérifiabilité et en les liant à la section « Notes et références ».
Miguel Simões Jacobetty Rosa (24 février 1901-1970) est un architecte portugais.
Une de ses œuvres majeures fut le projet d'Estádio Nacional (Stade national), situé près de Lisbonne.